# Скорых, Максим Игоревич
Максим Игоревич Скорых (род. 20 апреля 2000, Петропавловск) — казахстанский футболист, нападающий.

## Клубная карьера
Воспитанник петропавловского футбола. Футбольную карьеру начинал в 2018 году в составе клуба «Кызыл-Жар СК М» во второй лиге. 7 марта 2020 года в матче против клуба «Астана» дебютировал в казахстанской Премьер-лиге. 27 ноября 2020 года в матче против клуба «Кайсар» (2:1) забил свой дебютный мяч в казахстанской Премьер-лиге.

## Карьера в сборной
24 марта 2021 года дебютировал за молодёжную сборную Казахстана в матче против молодёжной сборной Северной Македонии (2:1).

## Достижения
«Кызыл-Жар»
- Победитель Первой лиги: 2019

## Клубная статистика
| Игровая карьера | Игровая карьера | Игровая карьера | Лига | Лига | Кубок | Кубок | Межд. | Межд. | Др. | Др. |
| --------------- | --------------- | --------------- | ---- | ---- | ----- | ----- | ----- | ----- | --- | --- |
| 2018            | Кызыл-Жар СК    | А               | —    | —    | —     | —     | —     | —     | —   | —   |
| 2018            | Кызыл-Жар СК М  | В               | 34   | 8    | —     | —     | —     | —     | —   | —   |
| 2019            | Кызыл-Жар СК    | Б               | 6    | 1    | 3     | 0     | —     | —     | —   | —   |
| 2020            | Кызыл-Жар       | А               | 6    | 1    | —     | —     | —     | —     | —   | —   |
| 2020            | Кызыл-Жар М     | В               | 4    | 4    | —     | —     | —     | —     | —   | —   |
| 2021            | Кызыл-Жар       | А               | 4    | 0    | 3     | 1     | —     | —     | —   | —   |
| 2021            | Кызыл-Жар М     | Б               | 16   | 5    | —     | —     | —     | —     | —   | —   |
| 2022            | Кызыл-Жар       | А               | —    | —    | —     | —     | —     | —     | —   | —   |
| 2022            | Кызыл-Жар М     | В               | 8    | 5    | —     | —     | —     | —     | —   | —   |
| 2022            | Женис           | Б               | 11   | 1    | —     | —     | —     | —     | —   | —   |
| 2023            | Экибастуз       | Б               | 11   | 3    | —     | —     | —     | —     | —   | —   |